# Rhesala cineribasis
Rhesala cineribasis är en fjärilsart som beskrevs av Joannis 1929. Rhesala cineribasis ingår i släktet Rhesala och familjen nattflyn. Inga underarter finns listade.